# O princeski, ki je ni bilo
O princeski, ki je ni bilo (COBISS) je osma kratka sodobna pravljica iz zbirke Cunjasta dvojčka, ki jo je napisala Tatjana Pregl Kobe. Prvič je izšla leta 2009 pri založbi Edina kot slikanica. Celotno zbirko je ilustrirala Marija Prelog.

## Kratek povzetek
Zvečer je Sanja cunjastima dvojčkoma Nini in Mihcu povedala pravljico in šla spat. Nina je v hipu zaspala, Mihec pa ni in ni mogel. Kmalu je nekaj zaslišal in zagledal najlepšo deklico na svetu. Prijela ga je za roko in odpeljala v stekleni grad, v največjo dvorano, kjer sta vso noč plesala. Ko se je princeska utrudila, je spremila Mihca domov in mu obljubila, da se bosta kmalu spet videla. Ko je Mihec povedal to vsem v igralnem kotičku, mu nihče ni verjel. Pregovarjali so ga, češ, da se izmišljuje. Vendar se Mihec ni dal pregovoriti, vrnil se je v posteljo in še naprej sanjal o princeski.

## Predstavitev književnih oseb
V celotni zbirki sta glavni književni osebi cunjasta dvojčka Mihec in Nina. Sta personificirani osebi. V pravljici O princeski, ki je ni bilo (2009) Mihec predstavlja sanjavega dečka, ki ne more zaspati, zato si začne domišljati, da ga je prišla iskat princeska, ker bi rada plesala z njim.